# 格魯吉亞—立陶宛關係
格魯吉亞－立陶宛關係是指格鲁吉亚和立陶宛之间的双边关系。

## 歷史

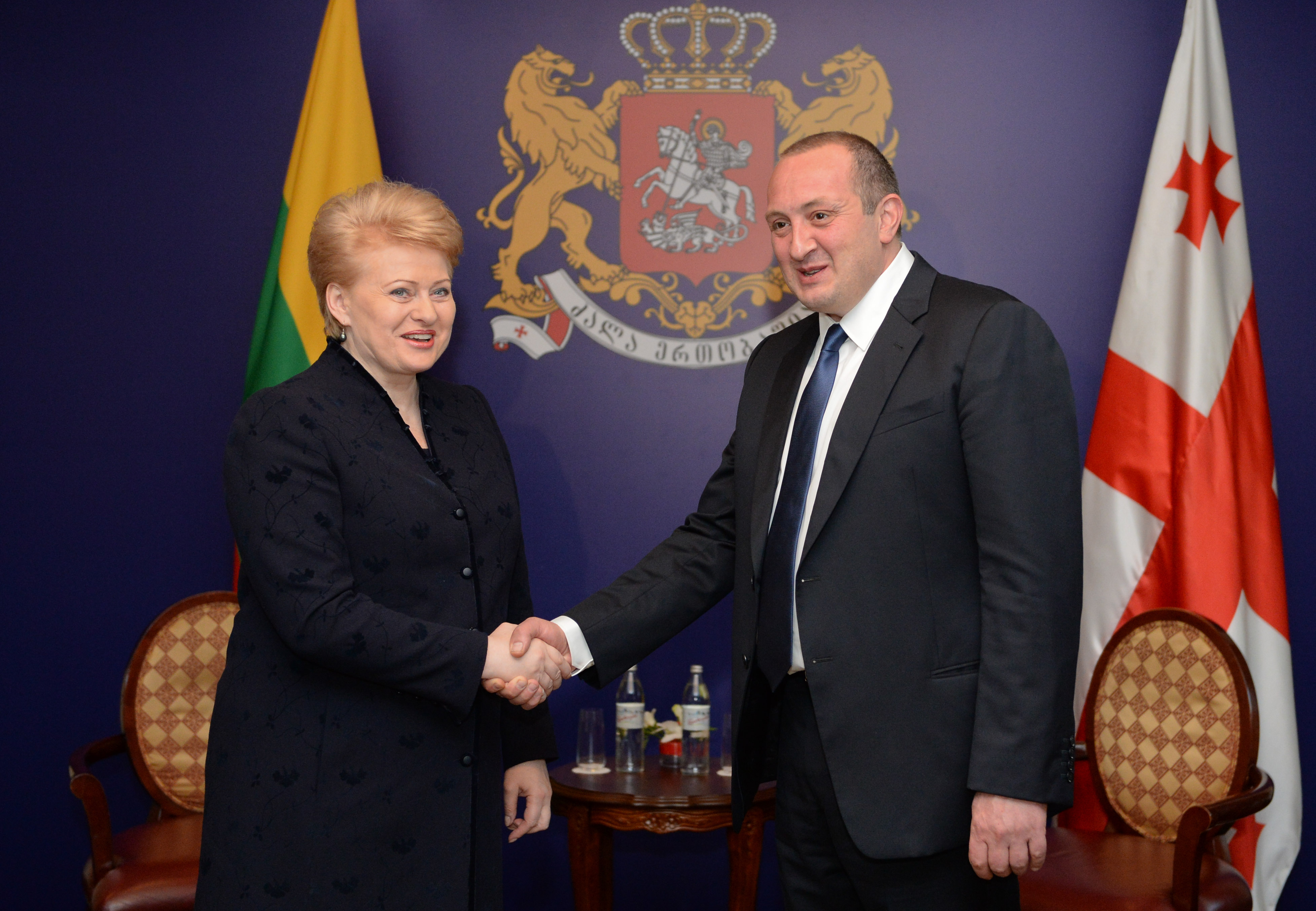
時任格鲁吉亚总统格奥尔基·马尔格韦拉什维利在2013年11月與時任立陶宛总统达利娅·格里包斯凯特會晤

格鲁吉亚和立陶宛在1994年9月16日建立外交关系。
2008年俄罗斯－格鲁吉亚战争期間，俄羅斯軍隊向格魯吉亞首都第比利斯前進時，時任立陶宛總統瓦爾達斯·阿達姆庫斯與時任波兰、乌克兰兩國的總統亦赴第比利斯，以表達對格魯吉亞的支持，立陶宛人與天主教會也捐款救助戰爭受害者。為表答謝之意，格魯吉亞在其首都第比利斯興建了維爾紐斯廣場。
2018年8月9日，立陶宛对被列入奧特霍佐里亞-塔圖納什維利名单（格魯吉亞國會认为“在格鲁吉亚所屬的阿布哈兹和茨欣瓦利地区侵犯了格鲁吉亚公民权利”者的名单）者实施了移民限制。
格魯吉亞與立陶宛的關係良好，立陶宛亦支持格魯吉亞加入北大西洋公约组织與欧洲联盟。2020年12月，時任立陶宛外长利纳斯·安纳塔斯·林克维丘斯呼吁北大西洋公约组织与格鲁吉亚、乌克兰兩國保持更密切的合作，并保持“門常開”政策。
过去，立陶宛政府根據俄語音譯将格鲁吉亚译作「Grujiya」，2020年12月，立陶宛正式改用格魯吉亞語拼法的音译，将格鲁吉亚改譯作「Sakartvelas」。而喬治亞也将立陶宛的官方称呼由俄语的“Litva”（俄語：Литва）改为立陶宛语的“Lietuva”。
2021年2月25日，针对尼卡·梅利亞被拘留一事，爱沙尼亚、拉脫維亞和立陶宛外长发表联合声明，表达“对格鲁吉亚政局发展的严重关切”，并敦促“各方克制行动、缓和局势，并寻求建设性解决方案”。時任立陶宛总统吉塔納斯·瑙塞達主动提出由自己作为调解人解决該问题。